# Скопич Василь Платонович

Скопич Василь Платонович (* 1947, Макарівка, Іванківський район) — український митець, лауреат всесоюзних виставок народного самодіяльного мистецтва (1975-80), заслужений майстер народної творчості України (1986), лауреат премії ім. К. Білокур (1991), член Національної спілки майстрів народного мистецтва.

## Біографія
Народився в 1947 році в с. Макарівка Іванківського району на Київщині. Заслужений майстер народної творчості України, лауреат премії ім. К. Білокур, художник, музикант, столяр-червонодеревник.
Вплив на його живопис надали славні земляки-народні художниці УРСР і лауреати Державної премії УРСР ім. Т. Шевченка Марія Примаченко та Ганна Верес, народна художниця Ганна Собачко-Шостак, Анрі Руссо, Вінсент ван Гог.
Спираючись на їх творчість Скопич знайшов і затвердив свою особливу манеру художнього письма. Його перший цикл живописних полотен «Квіти мої — люди» експонувався на багатьох виставках. Починаючи з 1973 року головним натхненником і сподвижником був мистецтвознавець Г.Мєстєчкін.
Після 1986 року художник створив другий (як він називає), чорнобильський цикл «Зірка Полин», в якому в алегорично-символічному стилі відображені різні аспекти життя людей на ураженій радіацією землі. Кожна картина цього циклу — це застереження від необдуманих дій в часи стрімкого науково — технічного прогресу: «Вченість добром не підкована, є зло прелютое».
В останні роки художник творчо розробляє ще одну, завжди актуальну тему — сумісність в людині поряд з позитивними рисами, які визначають його буття, різноманітність всіляких недоліків — зла, ненависті, заздрості, підлості, шахрайства. Тут філософська алегорія виходить на перший план ще більше. Гранично насичений колір, максимально символічне зображення і глибокий зміст кожної картини, роблять сьогоднішнє творчість Скопича багатозначним і зовсім не легко сприйманим, що ще більше посилює підсвідоме прагнення глядача вникнути в суть кожного сюжету, притягаючи до себе неординарністю думок і поглядів автора. Починаєш розуміти прийоми наївного мистецтва, (так геніально використовувані відомими художниками), які не їсти чисто декоративними елементами — це метод образного відображення внутрішнього світу людини. Якщо Марія Примаченко малювала олюднених звірів, то Василь Скопич в останньому циклі своїх картин- алегорій більше зображує озвірілих людей. Пошуки більшої виразності кожної своєї художньої думки спонукають майстра до постійних переработкам, додаткового насичення образністю багатьох раніше написаних картин. Тому ці незнайомі знайомці нерідко вражають ще глибше філософським підтекстом зображення.